# Chéry-lès-Rozoy
Chéry-lès-Rozoy – miejscowość i gmina we Francji, w regionie Hauts-de-France, w departamencie Aisne.
Według danych na styczeń 2014 roku gminę zamieszkiwało 108 osób, a gęstość zaludnienia wynosiła 22,8 osób/km².